# Uovo bomboniera
L'uovo bomboniera è una delle uova di Pasqua gioiello, fabbricato a San Pietroburgo sotto la supervisione di Michael Perkhin, per conto del gioielliere russo Peter Carl Fabergé al quale era stato ordinato dal ricco industriale russo Alexander Kelch che ne fece dono nel 1903 a sua moglie, l'ereditiera Barbara Kelch.

## Descrizione e storia
Non essendo uno dei regali dello zar di Russia alla moglie, non è considerato fra le uova Fabergé "imperiali". Si tratto del sesto uovo donato da Kelch alla consorte, il penultimo prima della sua caduta in rovina. 
L'uovo è fatto di smalto bianco trasparente e velluto, diviso in 12 settori da strisce d'oro su cui sono montati in modo alternato brillanti, perle e grani di calcedonio. La sorpresa è costituita da una scatolina ovale di agata decorata da brillanti e un rubino a cabochon, e riporta visibile la data 1903. Tale scatola contiene a sua volta un pendente d'oro e smalto colorato.
Pur non essendo marcato, è ritenuto una creazione di Mikhail Perkhin, stante la sua somiglianza con l'uovo del palazzo di Gatčina del 1901. Perkhin morì proprio nel 1903, ed è probabile che il suo successore abbia preferito non firmare l'opera col proprio nome.
Venne venduto nel 1920 da Barbara Kelch a "A La Vieille Russie" di Parigi, e nel 1928 entrò in possesso di un acquirente americano. Nel 1990 venne battuto all'asta da Christie's a New York, ma non venne aggiudicato. Venne subito dopo acquistato da un collezionista anonimo, probabilmente il magnate australiano dei media Kerry Packer. L'ipotesi fu formulata nel 2005, quando l'uovo venne esposto dalla galleria Martyn Cook Antiques di Sydney.